# Palacio de Blenheim
El palacio de Blenheim (en inglés Blenheim Palace) es una monumental residencia campestre situada en Woodstock, en el condado de Oxfordshire, Inglaterra, que es residencia de los duques de Marlborough. Se trata de la única residencia no real ni episcopal en el Reino Unido que recibe el título de «palacio».
El palacio fue escenario de numerosas intrigas políticas, como las que llevaron al exilio a los Marlborough, la caída en desgracia de la duquesa o el daño irreparable en la reputación de su arquitecto, John Vanbrugh.
Concebido en un estilo típico del barroco inglés y, por ello, muy raro, el palacio es en la actualidad más apreciado de lo que lo fue en los años 1720 cuando su construcción fue objeto de críticas no muy favorables. La combinación existente entre mansión familiar, mausoleo y monumento nacional es totalmente única.
El palacio es también conocido por ser el lugar de nacimiento del primer ministro británico Winston Churchill.
En 1987 la Unesco declaró el edificio como Patrimonio de la Humanidad.

## Orígenes y construcción

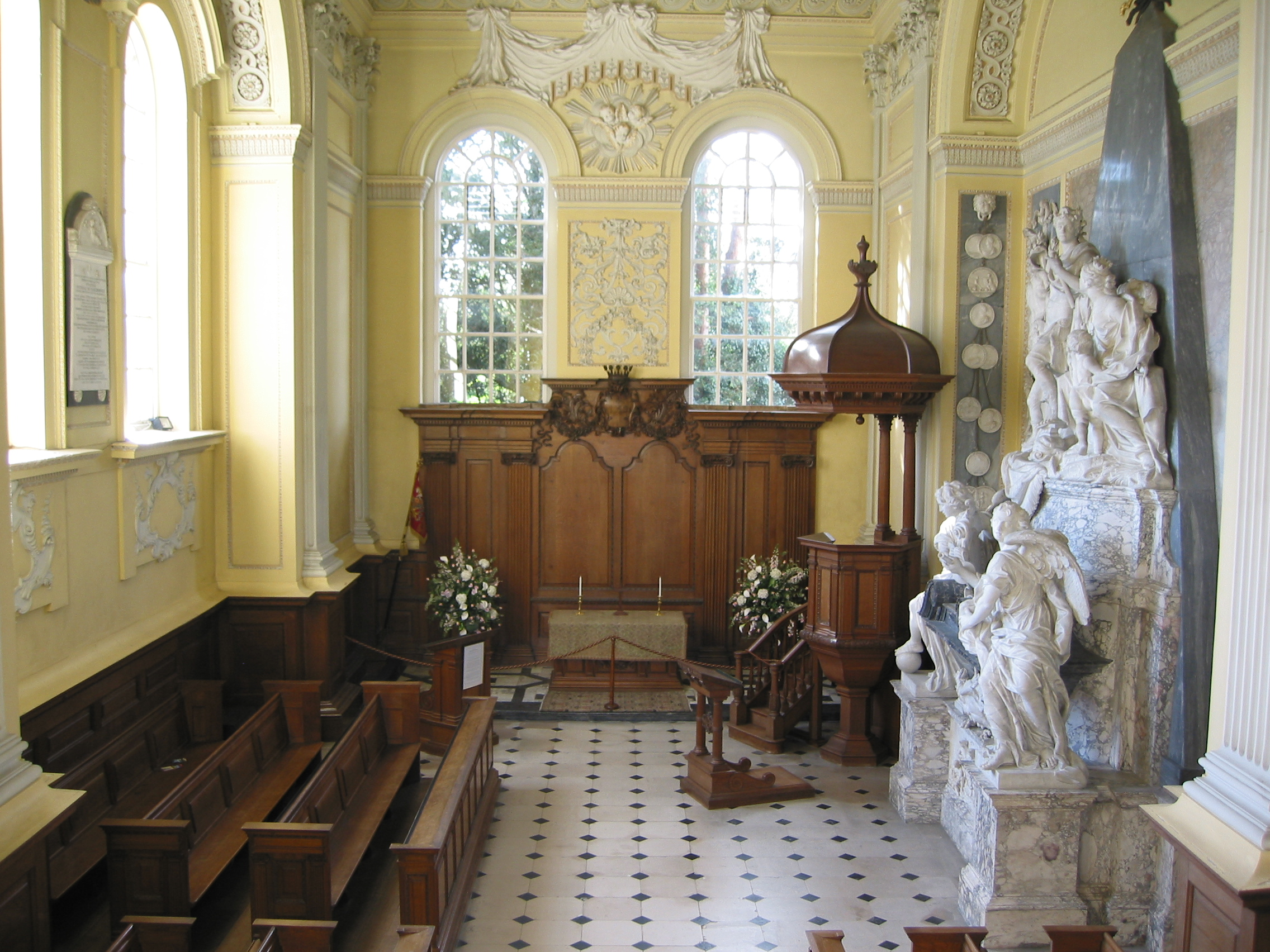
Capilla del palacio

La propiedad que le fue dada al duque de Marlborough para construir el palacio fue Woodstock, que había albergado un palacio real desde la Edad Media destruido durante la Guerra Civil. A pesar de que en un principio la esposa del duque, Sarah Churchill, pensó que Christopher Wren debía ser el arquitecto, finalmente el duque eligió a John Vanbrugh.
Blenheim, uno de los mayores palacios del país, se construyó entre 1705 y 1722 en el lugar que previamente había ocupado el Palacio de Woodstock.
El origen fue un regalo destinado al duque de Marlborough, de parte de la reina Ana, como recompensa por sus victorias militares frente a Francia, sobre todo la importante batalla de Höchstädt conocida también como Batalla de Blenheim. En una orden de 1705, el tesorero parlamentario, conde Godolphin, nombró a Vanbrugh como arquitecto; sin embargo, en dicha orden no se mencionó a la reina ni a la Corona, error que en el futuro haría que el gobierno se desvinculará de los gastos del palacio.
Al principio, el duque contribuyó con 60000 £ y el Parlamento costeó los demás gastos. Luego la reina se hizo cargo del financiamiento hasta 1712, cuando los Marlborough cayeron en desgracia y el estado dejó de costear la construcción. Hasta ese momento se habían gastado casi 300.000 £.
En 1714, para cuando los Marlborough volvieron a Inglaterra y recuperaron el favor real, el duque tuvo que costear los gastos personalmente. En 1716, cuando se reinició la construcción, los recursos eran limitados y en adelante hubo "lapsos ahorrativos", además de desavenencias entre la duquesa y el arquitecto, quien dejó el proyecto en 1717.
Tras la muerte del duque en 1722, su esposa se hizo cargo de la finalización del palacio y los parques. El asistente de Vanbrugh, Hawksmoor, continuó con la construcción y diseñó un arco del triunfo en la entrada del parque de Woodstock.
Para 1735 todavía había detalles inconclusos como una estatua de la reina Ana en la biblioteca, cuyo coste era regateado por la duquesa.

## Situación posterior

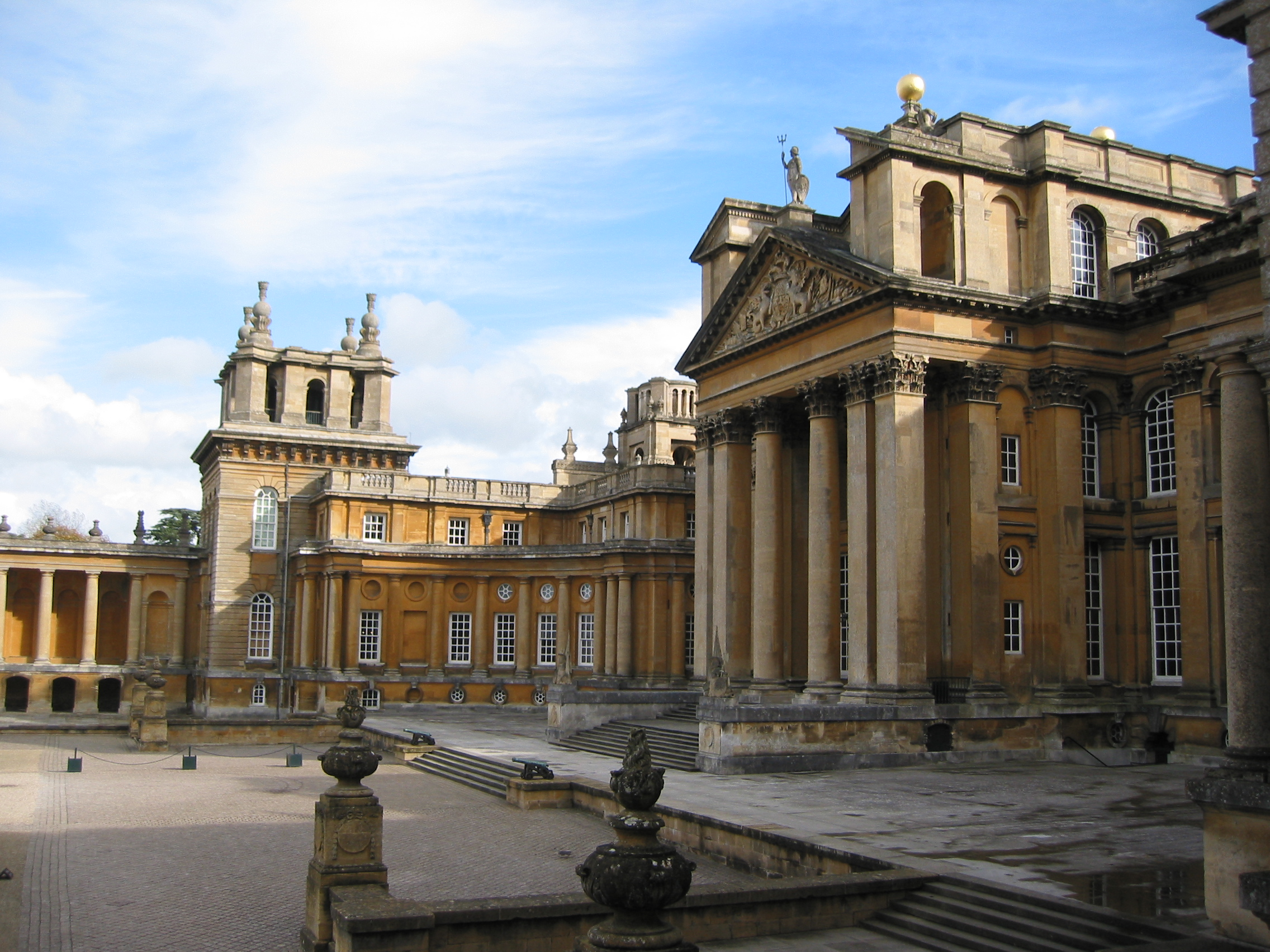
Vista del Palacio.

Cuando el 1.er duque de Marlborough murió en 1722, sus dos hijos varones ya estaban muertos, por lo que fue sucedido en sus títulos por su hija Henrietta gracias a una ley del Parlamento. Cuando ella murió los títulos pasaron a su sobrino Charles Spencer.
A pesar de no ser tan ricos como otras casas ducales británicas, los Spencer llevaron un estilo de vida holgado hasta el advenimiento del V duque de Marlborough, quien derrochó la fortuna de su familia. El duque se vio obligado a vender parte de sus propiedades, su biblioteca e incluso un Bocaccio y cuando murió en 1840 su familia tuvo que dejar el palacio por el coste que le suponía.
Para 1870, los Marlborough estaban en graves problemas financieros y cinco años después el VII duque tuvo que vender su colección de joyas. En 1880 el duque se vio obligado a pedir al Parlamento que quitase la protección que había sobre el palacio y sus contenidos y así poder vender parte de ellos. Su hijo vendió la Biblioteca Sutherland, que incluía 18.000 volúmenes, y tres importantes cuadros: la Madona de los Ansidei de Rafael (por la que se pagó la suma más alta por una pintura hasta ese momento), un retrato de Carlos I por Van Dyck y Rubens, su esposa y su hijo de Rubens, ahora en el Metropolitan Museum de Nueva York.
En 1896, ante la situación financiera de su familia, el IX duque decidió casarse por intereses económicos con la millonaria heredera estadounidense Consuelo Vanderbilt, nieta del magnate William Henry Vanderbilt. Con los considerables recursos provenientes de su matrimonio el duque inició la restauración y redecoración del palacio. Se adquirieron nuevas pinturas y muebles y se restauraron las habitaciones de estado, las terrazas y se construyó una fuente a imitación de la de la Plaza Navona.
Actualmente, el palacio sigue siendo residencia de los duques de Marlborough. El actual titular, John Spencer-Churchill, vive con su familia parte del año en el palacio y ocupa las mismas habitaciones que los primeros duques.